# Puchar Ukrainy w piłce nożnej (2003/2004)
Puchar Ukrainy 2003/2004 – XIII rozgrywki ukraińskiej PFL, mające na celu wyłonienie zdobywcy krajowego Pucharu, który zakwalifikuje się tym samym do Pucharu UEFA sezonu 2004/05. Sezon trwał od 8 sierpnia 2003 do 30 maja 2004.
W sezonie 2003/2004 rozgrywki te składały się z:
- meczów 1/32 finału,
- meczów 1/16 finału,
- meczów 1/8 finału,
- dwumeczów 1/4 finału,
- dwumeczów 1/2 finału,
- meczu finałowego.

## Drużyny
Do rozgrywek Pucharu przystąpiły 64 kluby Wyższej, Pierwszej i Drugiej Lihi.
| Kluby Wyższej Lihi: | Kluby Pierwszej Lihi: | Kluby Drugiej Lihi: | Kluby Drugiej Lihi: |
| - Arsenał Kijów - Borysfen Boryspol - Czornomoreć Odessa - Dnipro Dniepropetrowsk - Dynamo Kijów - Illicziweć Mariupol - Karpaty Lwów - Krywbas Krzywy Róg - Metałurh Donieck - Metałurh Zaporoże - Obołoń Kijów - Szachtar Donieck - Tawrija Symferopol - Wołyń Łuck - Worskła-Naftohaz Połtawa - Zirka Kirowohrad | - Arsenał Charków - CSKA Kijów - FK Mikołajów - Krasyliw-Obołoń Krasiłów - Metalist Charków - Nafkom-Akademia Irpień - Naftowyk Ochtyrka - Nywa Winnica - Polissia Żytomierz - Spartak Iwano-Frankiwsk - Spartak Sumy - Stal Ałczewsk - Systema-Boreks Borodzianka - Zakarpattia Użhorod - Zoria Ługańsk | - Awanhard Roweńky - Bukowyna Czerniowce - Czornohora Iwano-Frankowsk - Desna Czernihów - Dnister Owidiopol - Dynamo Symferopol - Ełektrometałurh-NZF Nikopol - Ełektron Romny - Enerhetyk Bursztyn - FK Czerkasy - Hazowyk-ChHW Charków - Hazowyk-Skała Stryj - Helios Charków - Hirnyk-Sport Komsomolsk - Ikwa Młynów - Jawir Krasnopole - Krymtepłycia Mołodiżne | - Krystał Chersoń - Naftowyk Dolina - Nywa Tarnopol - Olimpija FK AES Jużnoukraińsk - Ołkom Melitopol - Palmira Odessa - PFK Sewastopol - Podilla Chmielnicki - Rawa Rawa Ruska - Roś Biała Cerkiew - Stal Dnieprodzierżyńsk - Techno-Centr Rohatyn - Tytan Armiańsk - Weres Równe - Wodnyk Mikołajów - Wuhłyk Dymytrow |

## Terminarz rozgrywek

### 1/32 finału
| 8 sierpnia 2003               |     |                            |                 |
| Wuhłyk Dymytrow               | 0:7 | Dynamo Kijów               |                 |
| 9 sierpnia 2003               |     |                            |                 |
| Ełektrometałurh-NZF Nikopol   | 0:1 | Zakarpattia Użhorod        |                 |
| Desna Czernihów               | 0:2 | Dnipro Dniepropetrowsk     |                 |
| Jawir Krasnopole              | 0:3 | Szachtar Donieck           |                 |
| 10 sierpnia 2003              |     |                            |                 |
| Podilla Chmielnicki           | 1:3 | Arsenał Kijów              |                 |
| Naftowyk Dolina               | 0:1 | Obołoń Kijów               |                 |
| Weres Równe                   | +:- | Enerhetyk Bursztyn         | (1:2 anulowano) |
| Ikwa Młynów                   | 1:3 | Polissia Żytomierz         |                 |
| Nywa Tarnopol                 | 0:4 | Illicziweć Mariupol        |                 |
| Hazowyk-Skała Stryj           | 1:0 | Zirka Kirowohrad           |                 |
| Techno-Centr Rohatyn          | 0:4 | Wołyń Łuck                 |                 |
| Bukowyna Czerniowce           | 0:2 | Nafkom-Akademia Irpień     |                 |
| Czornohora Iwano-Frankowsk    | 0:1 | FK Mikołajów               |                 |
| Rawa Rawa Ruska               | 0:1 | Tawrija Symferopol         |                 |
| Dynamo Symferopol             | 0:3 | Nywa Winnica               |                 |
| Ołkom Melitopol               | 1:5 | Metałurh Donieck           |                 |
| Dnister Owidiopol             | 3:2 | Systema-Boreks Borodzianka | (dod.)          |
| Krystał Chersoń               | 1:2 | CSKA Kijów                 |                 |
| Olimpija FK AES Jużnoukraińsk | 0:3 | Czornomoreć Odessa         |                 |
| PFK Sewastopol                | 3:4 | Krywbas Krzywy Róg         |                 |
| Roś Biała Cerkiew             | 2:2 | Spartak Sumy               | (k. 2:4)        |
| Tytan Armiańsk                | 1:1 | Karpaty Lwów               | (k. 4:1)        |
| Hirnyk-Sport Komsomolsk       | 0:2 | Spartak Sumy               | (dod.)          |
| FK Czerkasy                   | 2:3 | Naftowyk Ochtyrka          |                 |
| Wodnyk Mikołajów              | 0:3 | Worskła-Naftohaz Połtawa   |                 |
| Krymtepłycia Mołodiżne        | 0:1 | Spartak Iwano-Frankiwsk    |                 |
| Palmira Odessa                | 2:2 | Arsenał Charków            | (k. 4:2)        |
| Stal Dnieprodzierżyńsk        | 1:2 | Zoria Ługańsk              |                 |
| Awanhard Roweńky              | 0:4 | Borysfen Boryspol          |                 |
| Ełektron Romny                | 0:2 | Krasyliw-Obołoń Krasiłów   |                 |
| Helios Charków                | 0:2 | Metalist Charków           |                 |
| Hazowyk-ChHW Charków          | 1:2 | Stal Ałczewsk              |                 |

### 1/16 finału
| 23 sierpnia 2003         |     |                          |        |
| Zakarpattia Użhorod      | 0:1 | Krywbas Krzywy Róg       |        |
| FK Mikołajów             | 0:6 | Dynamo Kijów             |        |
| Weres Równe              | 1:4 | Metałurh Donieck         |        |
| 24 sierpnia 2003         |     |                          |        |
| Spartak Sumy             | 1:5 | Worskła-Naftohaz Połtawa |        |
| Nywa Winnica             | 1:2 | Czornomoreć Odessa       |        |
| Naftowyk Ochtyrka        | 1:2 | Metałurh Zaporoże        | (dod.) |
| Spartak Iwano-Frankiwsk  | 5:3 | Metalist Charków         |        |
| Nafkom-Akademia Irpień   | 0:1 | Dnipro Dniepropetrowsk   |        |
| Krasyliw-Obołoń Krasiłów | 1:4 | Tawrija Symferopol       |        |
| Polissia Żytomierz       | 2:3 | Borysfen Boryspol        | (dod.) |
| CSKA Kijów               | 0:2 | Illicziweć Mariupol      |        |
| Zoria Ługańsk            | 2:5 | Obołoń Kijów             |        |
| Tytan Armiańsk           | 1:4 | Wołyń Łuck               |        |
| Palmira Odessa           | 0:2 | Szachtar Donieck         |        |
| Hazowyk-Skała Stryj      | 1:4 | Arsenał Kijów            |        |
| Dnister Owidiopol        | 1:2 | Stal Ałczewsk            |        |

### 1/8 finału
| 28 października 2003    |     |                          |          |
| Dynamo Kijów            | 1:0 | Wołyń Łuck               |          |
| 29 października 2003    |     |                          |          |
| Dnipro Dniepropetrowsk  | 3:0 | Arsenał Kijów            |          |
| Metałurh Donieck        | 1:1 | Tawrija Symferopol       | (k. 8:9) |
| Illicziweć Mariupol     | 5:0 | Worskła-Naftohaz Połtawa |          |
| Borysfen Boryspol       | 1:2 | Metałurh Zaporoże        |          |
| Krywbas Krzywy Róg      | 0:4 | Szachtar Donieck         |          |
| Stal Ałczewsk           | 3:0 | Obołoń Kijów             |          |
| Spartak Iwano-Frankiwsk | 0:1 | Czornomoreć Odessa       |          |

### 1/4 finału
|                                  | 1 mecz | 2 mecz | Suma |                    |  |
| -------------------------------- | ------ | ------ | ---- | ------------------ |  |
| 15 listopada i 19 listopada 2003 |        |        |      |                    |  |
| Illicziweć Mariupol              | 0:8    | 0:1    | 0:9  | Dynamo Kijów       |  |
| 16 listopada i 20 listopada 2003 |        |        |      |                    |  |
| Metałurh Zaporoże                | 1:1    | 0:2    | 1:3  | Czornomoreć Odessa |  |
| 16 listopada i 21 listopada 2003 |        |        |      |                    |  |
| Dnipro Dniepropetrowsk           | 4:1    | 2:1    | 6:2  | Tawrija Symferopol |  |
| 22 listopada i 29 listopada 2003 |        |        |      |                    |  |
| Stal Ałczewsk                    | 0:0    | 1:3    | 1:3  | Szachtar Donieck   |  |

### 1/2 finału
|                            | 1 mecz | 2 mecz | Suma |                  |          |
| -------------------------- | ------ | ------ | ---- | ---------------- | -------- |
| 7 marca i 21 kwietnia 2004 |        |        |      |                  |          |
| Dnipro Dniepropetrowsk     | 2:0    | 0:2    | 2:2  | Dynamo Kijów     | (k. 2:1) |
| Czornomoreć Odessa         | 0:1    | 0:1    | 0:2  | Szachtar Donieck |          |

### Finał
Mecz finałowy rozegrano 30 maja 2004 na Stadionie Olimpijskim w stolicy Kijowie.
| Szachtar Donieck | 2:0 | Dnipro Dniepropetrowsk |

| Zdobywca Pucharu Ukrainy 2003/04 |
| -------------------------------- |
| Szachtar Donieck 5 tytuł         |
| złoto                            |